# Эспелькамп
Эспелькамп (нем. Espelkamp) — город в Германии, в земле Северный Рейн-Вестфалия.
Подчинён административному округу Детмольд. Входит в состав района Минден-Люббекке.  Население составляет 25 236 человек (на 31 декабря 2010 года). Занимает площадь 84,1 км². Официальный код  —  05 7 70 008.
Город подразделяется на 9 городских районов.